# Damien Joly
Pour les articles homonymes, voir Joly.
Damien Joly, né le 4 juin 1992 à Ollioules, est un nageur français, multiple champion de France grand et petit bassin sur 400 m, 800 m et 1 500 m. Sa spécialité est la longue distance, à savoir le 1 500 mètres nage libre, dont il est l'ancien détenteur du record de France. Il est actuellement licencié au Stade de Vanves.

## Carrière sportive

### Débuts prometteurs
Damien Joly, né à Ollioules dans le Var, commence la natation à l'ASPTT Toulon. Il rejoint ensuite le club Toulon Var Natation où il nage quelques années avant de rejoindre le CN Antibes en 2008, à 17 ans. Durant sa jeunesse, il bat de nombreux records régionaux dans toutes les catégories d'âge, notamment aux 400 m, 800 m et 1 500 m nage libre.
À vingt ans, Damien Joly participe à ses premiers Jeux olympiques en 2012, et termine quatorzième au 1500 m nage libre. Ces débuts au plus haut niveau sont encourageants pour la suite.

### Une difficile affirmation au niveau international (2012-2022)
Après ces quelques années passées au CN Antibes, Joly fait un bref passage à l'Olympic Nice Natation, entre 2012 et 2013 avant de retourner à Antibes.
Lors des Championnats de France 2016 qui servent de qualification pour les Jeux olympiques de Rio de Janeiro, Damien Joly remporte l'or au 800 m nage libre et 1 500 m nage libre ainsi que l'argent du 400 m nage libre. Il ne réussit cependant pas les temps nécessaires à une qualification directe pour ces Jeux. Il est repêché la semaine suivante pour disputer une épreuve individuelle des Jeux olympiques, le 1 500 m nage libre.
Lors des Jeux olympiques de 2016, il bat le record de France du 1 500 mètres nage libre en séries en 14 min 48 s 90, lui permettant de se qualifier en finale. Il termine la finale en septième position. Il participe également au relais 4 × 200 m nage libre pour la première fois de sa carrière, remplaçant au pied levé Yannick Agnel, relais éliminé dès les séries (treizième place).
Il rejoint ensuite, en 2016, Montpellier Métropole Natation où il est entraîné par Philippe Lucas.
Damien Joly ne disputera cependant pas les Jeux olympiques de Tokyo, en 2021, n'ayant pas réussi à se qualifier. Durant les championnats de France 2021, à Chartres, il nage le 1500 m nage libre en 14 min 59 s tandis que les minima olympiques sont à 14 min 57 s. Il manque donc la qualification pour ses troisièmes Jeux olympiques pour deux secondes.
En juin 2022, il participe aux championnats du monde de natation en grand bassin à Budapest. Il est engagé sur le 800 m et le 1 500 m nage libre. Sur le 800 m il se qualifie en finale avec le huitième temps des séries en 7 min 47 s 46, et ensuite termine à la septième place de la finale en 7 min 48 s 10. Au 1 500 m, il termine à la cinquième place des séries avec un temps de 14 min 53 s 47 et se qualifie donc pour la finale, à laquelle il finit en dernière position en 15 min 09 s 15.

### Premières médailles internationales (2022)
Damien Joly participe aux Championnats d'Europe en grand bassin 2022, à Rome où il est capitaine de l'équipe de France. Il est engagé uniquement sur le 1500 m nage libre. Lors des séries, il se qualifie facilement avec le deuxième temps, en 15 min 01 s 44, juste derrière l'ukrainien, Mykhailo Romanchuk qui termine sa course en 14 min 58 s 20. En finale, Damien Joly termine sa course en troisième position, en 14 min 50 s 86 derrière l'italien Gregorio Paltrinieri (14 min 39 s 79) et Mykhailo Romanchuk (14 min 36 s 10), le vice-champion olympique, qui remporte la course. Il remporte ainsi la médaille de bronze, sa première médaille internationale, à 30 ans, après avoir été quatrième aux championnats d'Europe précédents et finaliste aux Jeux olympiques de Rio,.
En décembre, Joly remporte la médaille d'argent du 1500 m nage libre lors des championnats du monde en petit bassin de Melbourne en 14 min 19 s 62 soit un nouveau record de France.
Aux Jeux olympiques de Paris 2024, il termine 8e de la finale en 14:52.61 du 1500 m nage libre,. Son compagnon d'entrainement David Aubry terminant 7ème avec un record de France à la clé.

## Carrière professionnelle
Damien Joly est policier adjoint et, en janvier 2023, il intègre le dispositif Équipe Police Nationale,.

## Palmarès

### Championnats du monde
| Édition        | Épreuve                    |
| Édition        | 1 500 m nage libre         |
| Melbourne 2022 | Argent 14 min 19 s 62 (RF) |

### Championnats d'Europe
| Édition   | Épreuve               |
| Édition   | 1 500 m nage libre    |
| Rome 2022 | Bronze 14 min 50 s 86 |

### Championnats de France grand bassin
| Édition            | Épreuve              | Épreuve              | Épreuve               | Épreuve | Épreuve |
| Édition            | 400 m nage libre     | 800 m nage libre     | 1 500 m nage libre    |         |         |
| Schiltigheim 2011  | —                    | Bronze 8 min 3 s 01  | Argent 15 min 17 s 32 |         |         |
| Dunkerque 2012     | —                    | Bronze 8 min 3 s 01  | Argent 15 min 2 s 43  |         |         |
| Rennes 2013        | —                    | Or 7 min 58 s 99     | Argent 15 min 20 s 80 |         |         |
| Chartres 2014      | —                    | —                    | Argent 15 min 12 s 65 |         |         |
| Limoges 2015       | Or 3 min 50 s 05     | Or 7 min 51 s 74     | Or 15 min 5 s 81      |         |         |
| Montpellier 2016   | Argent 3 min 50 s 84 | Or 7 min 52 s 75     | Or 14 min 59 s 42     |         |         |
| Schiltigheim 2017  | Bronze 3 min 50 s 80 | —                    | Bronze 15 min 9 s 92  |         |         |
| Saint-Raphaël 2018 | —                    | Argent 7 min 57 s 83 | Argent 15 min 3 s 61  |         |         |
| Rennes 2019        | —                    | —                    | Argent 14 min 58 s 15 |         |         |
| Saint-Raphaël 2020 | —                    | —                    | Bronze 15 min 1 s 26  |         |         |
| Chartres 2021      | —                    | —                    | Or 14 min 59 s 96     |         |         |
| Limoges 2022       | —                    | Or 7 min 51 s 25     | Or 15 min 2 s 69      |         |         |
| Chartres 2024      | —                    | —                    | Bronze 14 min 51 s 62 |         |         |

### Championnats de France petit bassin
| Édition          | Épreuve              | Épreuve              | Épreuve               | Épreuve | Épreuve |
| Édition          | 400 m nage libre     | 800 m nage libre     | 1 500 m nage libre    |         |         |
| Chartres 2010    | —                    | Bronze 7 min 55 s 05 | Argent 15 min 2 s 08  |         |         |
| Angers 2011      | Argent 3 min 47 s 10 | —                    | Argent 14 min 40 s 74 |         |         |
| Angers 2012      | —                    | Bronze 7 min 50 s 80 | —                     |         |         |
| Dijon 2013       | —                    | Or 7 min 44 s 23     | —                     |         |         |
| Angers 2015      | —                    | Argent 7 min 42 s 45 | Or 14 min 32 s 75     |         |         |
| Montpellier 2017 | —                    | Argent 7 min 41 s 48 | Argent 14 min 49 s 99 |         |         |